# Hylodes uai
Hylodes uai é uma espécie de anfíbio da família Hylodidae.
É endémica do Brasil, essa espécie tem cerca de 5 cm de comprimento.
Os seus habitats naturais são: florestas subtropicais ou tropicais húmidas de baixa altitude e rios.
É encontrado em Belo Horizonte, Minas Gerais.
Está ameaçada por perda de habitat.